# 광주보호관찰소
광주보호관찰소(光州保護觀察所)는 법원으로부터 보호관찰을 조건으로 가석방된 사람들에 대하여 보호관찰을 실시하고, 사회봉사 및 수강명령 등을 통해 범죄예방 및 건전한 사회복귀를 지원하여 국민의 안전한 생활을 보호하기 위하여 설립된 대한민국 법무부 범죄예방정책국 소속기관이다. 광주보호관찰소장은 부이사관이나 서기관으로 보한다. 광주광역시 서구 화정로 175에 위치하고 있다.

## 연혁
- 1989년 7월 1일 광주보호관찰소 개청
- 2009년 1월 1일 광주보호관찰소 해남지소 신설

## 관할구역
- 광주광역시 전역
- 전라남도 전역을 관할하나, 일부 지역은 지소가 관할한다.
  - 나주시
  - 화순군
  - 장성군
  - 담양군
  - 곡성군
  - 영광군

## 소속기관
- 목포지소: 전라남도 목포시 석현마을길 25 (목포시, 무안군, 신안군, 함평군, 영암군)
- 순천지소: 전라남도 순천시 강남로 56 (순천시, 여수시, 광양시, 구례군, 고흥군, 보성군)
- 해남지소: 전라남도 해남군 해남읍 교육청길 54-3 (해남군, 완도군, 진도군, 장흥군, 강진군)